# 滨海市
滨海市是中国大陆许多当代文学、影视作品中经常会出现的一个虛構城市的名字。
实际上这个城市在中国并不存在，名为滨海的只有天津市市辖区滨海新区和江苏省的滨海县。而滨江市曾经存在过，不过现在已改为哈尔滨市的道外区。
一般使用这个虚构的滨海市的作品中，大多是因为作品中涉及了政府事件，或者对政府形象比较负面的描述。2008年之后，除了影射政治的作品外，社会生活类作品为了避免观众间的地域之争和其他影射争议，亦会使用虚构地名，例如江州市。
在韩松落的《中国影视剧中神秘的滨海市》中，称其为“一个只存在于中国电影版图之中、显示群众社会想像力的城市”，“凡是与这个城市有关的电影的叙事流程，通常都是：完美的世界——秩序被破坏——清理破坏秩序的因素——重新回到秩序。”

## 特征
在许多影视作品中，滨海市的车牌经常是“滨”字头。

## 其他虚拟城市
和滨海市相似的虚拟城市还有：
- 兰祥市（生化危机6）
- 滨江市
- 松滨市（黑三角）
- 海州市
- 星海市（钻石王老五的幸福生活）
- 南州市（花开半夏）
- 海平市（花开半夏）
- 宁州市（幸福从天而降）
- 郦城市（绝爱）
- 青港市（野鸭子与野鸭子2）
- 海濱市（真愛謊言之破冰毒）

城市名称多包含“海”字。目前，中国东部沿海地区，特别是东南沿海地区是中国经济最发达地区，而电视剧的实际拍摄地也多在经济发达的沿海城市。